# Ассарія (Канзас)
Ассарія (англ. Assaria) — місто (англ. city) в США, в окрузі Салін штату Канзас. Населення — 428 осіб (2020).

## Географія
Ассарія розташована за координатами 38°40′49″ пн. ш. 97°36′15″ зх. д. / 38.68028° пн. ш. 97.60417° зх. д. (38.680180, -97.604200).  За даними Бюро перепису населення США в 2010 році місто мало площу 0,50 км², уся площа — суходіл. В 2017 році площа становила 0,60 км², уся площа — суходіл.

## Демографія
Згідно з переписом 2010 року, у місті мешкало 413 осіб у 159 домогосподарствах у складі 122 родин. Густота населення становила 828 осіб/км².  Було 171 помешкання (343/км²).
Расовий склад населення:
| - 98,3 % — білих - 0,2 % — корінних американців |

До двох чи більше рас належало 1,5 %. Частка іспаномовних становила 1,9 % від усіх жителів.
За віковим діапазоном населення розподілялося таким чином: 27,4 % — особи молодші 18 років, 59,3 % — особи у віці 18—64 років, 13,3 % — особи у віці 65 років та старші. Медіана віку мешканця становила 39,7 року. На 100 осіб жіночої статі у місті припадало 103,4 чоловіків;  на 100 жінок у віці від 18 років та старших — 93,5 чоловіків також старших 18 років.
Середній дохід на одне домашнє господарство  становив 66 096 доларів США (медіана — 51 250), а середній дохід на одну сім'ю — 73 127 доларів (медіана — 65 500). Медіана доходів становила 42 422 долари для чоловіків та 30 156 доларів для жінок. За межею бідності перебувало 8,2 % осіб, у тому числі 13,1 % дітей у віці до 18 років та 2,9 % осіб у віці 65 років та старших.
Цивільне працевлаштоване населення становило 261 осіб. Основні галузі зайнятості: освіта, охорона здоров'я та соціальна допомога — 27,2 %, виробництво — 17,2 %, роздрібна торгівля — 8,8 %, оптова торгівля — 8,4 %.